# Cephimallota densoni
Cephimallota densoni är en fjärilsart som beskrevs av Robinson 1986. Cephimallota densoni ingår i släktet Cephimallota och familjen äkta malar.
Artens utbredningsområde är Nepal. Inga underarter finns listade i Catalogue of Life.